# Дину, Корнел
Корнелиу Константин Дину (род. 2 августа 1948, Тырговиште) — румынский футболист и футбольный тренер, всю карьеру игрока провёл в клубе «Динамо» из Бухареста. Также Дину занимал пост государственного секретаря в Министерстве молодёжи и спорта в 1989 и 1990—1992 годах соответственно. Корнел Дину трижды завоёвывал титул Футболист года в Румынии, по версии газеты Gazeta Sporturilor: в 1970, 1972 и 1974 году.

## Биография
Корнел Дину начал заниматься футболом в своём родном городе в клубе «Тырговиште». На профессиональном уровне он играл только за «Динамо Бухарест». Он дебютировал в Дивизионе А 25 сентября 1966 года в матче «Динамо» — «Брашов», его команда проиграла с минимальным счётом. В итоге он провёл 454 матча в высшей лиге и отметился 53 забитыми мячами. Его последний матч состоялся 18 июня 1983 года. За своё чувство справедливости он получил прозвище «прокурор». Дину много лет был капитаном сборной, за которую сыграл 75 матчей и забил семь голов. Он был в составе румынской команды на чемпионате мира 1970 года.
Он ушёл в отставку в 1983 году и сразу же стал главным тренером клуба вместо Думитру Николае. Дину вывел свою команду в полуфинал Кубка европейских чемпионов, выбив обладателя трофея «Гамбург». В Бухаресте «Динамо» разгромило соперника 3:0, а на выезде, проигрывая 0:3, сумело на последних минутах забить два гола.
В следующем сезоне команда Дину финишировала второй, уступив принципиальному сопернику, «Стяуа».
В последующие годы он тренировал ряд румынских клубов, не выиграв ни одного трофея.
В 1992—1993 годах Корнел Дину возглавил сборную Румынии, которую должен был вывести на чемпионате мира 1994 года. Команда разгромила Уэльс со счётом 5:1, но затем потерпела поражение от Чехословакии 2:5. После матча с Чехословакией Федерация футбола Румынии решила уволить Корнела Дину и его помощника Георге Йоргулеску, новым тренером сборной стал Ангел Йордэнеску.
В 1993—1995 годах он был директором «Прогресула», затем в 1996 году «прокурор» вернулся на тренерскую должность в свою бывшую команду «Динамо Бухарест», которую с перерывами тренировал до 2003 года. За это время он выиграл два чемпионских титула в сезонах 1999/2000 и 2001/02, а также два кубка Румынии в 2000 и 2001 годах.
Дину вернулся в команду в сезоне 2007/08 в качестве технического директора.
В марте 2008 года он был награждён орденом «За спортивные заслуги» третьего класса первого типа «в знак признательности за его участие в финальном турнире чемпионата мира 1970 года в Мексике и за прочую деятельность».
Также Корнел Дину работал заместителем администратора клуба «Динамо» и постоянно приглашается на различные футбольные тематические шоу.
У Корнела Дину есть сын, Корнел Штефан Дину (1988 г. р.). Получил образование юриста в Бухарестском университете.
В 2019 году стал почётным гражданином Бухареста.